# Kamil Łączyński
Kamil Jacek Łączyński (Varsavia, 17 aprile 1989) è un cestista polacco.

## Carriera
Con la Polonia ha disputato i Campionati mondiali del 2019.

## Palmarès
- FIBA Europe Cup: 1

Włocławek: 2022-2023
- Campionato polacco: 2

Włocławek: 2017-18, 2018-19
- Supercoppa polacca: 1

Włocławek: 2017